# Atletika na Letních olympijských hrách 2008 – 10000 metrů muži
Běh na 10 000 metrů mužů na Letních olympijských hrách 2008 se uskutečnil dne 17. srpna na Pekingském národním stadionů.

## Medailisté
| Zlatá medaile    | Kenenisa Bekele (Etiopie) 27:01,17 (OR) |
| Stříbrná medaile | Sileši Sihine (Etiopie) 27:02,77        |
| Bronzová medaile | Micah Kogo (Keňa) 27:04,11 (SB)         |

## Finále
Běhu se zúčastnilo celkově 38 atletů, tři závod nedokončili. Závod vyhrál v novém olympijském rekordu 27:01,17 Etiopan Kenenisa Bekele a obhájil zlatou medaili z předchozích her v Athénách.
| Umístění         | Jméno                 | Národnost | Výkon    |
| ---------------- | --------------------- | --------- | -------- |
| Zlatá medaile    | Kenenisa Bekele       | Etiopie   | 27:01,17 |
| Stříbrná medaile | Sileši Sihine         | Etiopie   | 27:02,77 |
| Bronzová medaile | Micah Kogo            | Keňa      | 27:04,11 |
| 4.               | Mores Ndiema Masai    | Keňa      | 27:04,11 |
| 5.               | Zersenay Tadese       | Eritrea   | 27:05,11 |
| 6.               | Haile Gebrselassie    | Etiopie   | 27:06,68 |
| 7.               | Martin Mathathi       | Keňa      | 27:08,25 |
| 8.               | Ahmad Hassan Abdullah | Katar     | 27:23,75 |
| 9.               | Fabiano Joseph Naasi  | Tanzanie  | 27:25,33 |
| 10.              | Boniface Kiprop       | Uganda    | 27:27,28 |
| 11.              | Selim Bayrak          | Turecko   | 27:29,33 |
| 12.              | Kidane Tadese         | Eritrea   | 27:36,11 |
| 13.              | Galen Rupp            | USA       | 27:36,99 |
| 14.              | Dickson Mkami         | Tanzanie  | 27:48,03 |
| 15.              | Abdihakem Abdirahman  | USA       | 27:52,53 |